# New York Neurological Society
New York Neurological Society – nowojorskie towarzystwo neurologiczne, założone w 1872 roku. Spotkania NYNS odbywały się co miesiąc; większość lekarzy należących do niego praktykowała w Nowym Jorku, ale byli też członkowie-korespondenci.